# John Wijngaards
Johannes Nicolaas Maria Wijngaards, né le 30 septembre 1935 à Surabaya, en Indonésie et mort le 2 janvier 2025, est un auteur et un théologien catholique. Il est connu pour être un défenseur de l’ordination des femmes au sein de l’Église catholique.

## Les premières années
John Wijngaards naît le 30 septembre 1935 , il est le fils de Dietze van Hoesel et du docteur Nicolaas Carel Heinrich Wijngaards, tous deux citoyens hollandais. Pendant la  deuxième guerre mondiale, son père est condamné au travail forcé sur le chemin de fer de Birmanie en Thaïlande pendant que John, sa mère et ses trois frères sont faits prisonniers de guerre à Malang, Surakarta et Ambarawa. (The Tablet, août 2005, p. 14-15). La famille est rapatriée aux Pays-Bas après la guerre.

## Études
John Wijngaards rejoignit les missionnaires de Mill Hill et fut ordonné prêtre en 1959. Il obtint à Rome la licence en Écritures saintes à l’Institut biblique pontifical et le doctorat en Théologie à l’Université pontificale grégorienne (1963). Ses études furent centrées sur The Formulas of The Deuteronomic Creeds (Dissertation, Brill Leyde 1963). Des recherches postérieures amenèrent la Dramatisation of Salvific History in the Deuteronomic Schools (Brill, Leyde 1969) et un commentaire de 360 pages sur le Deutéronome dans une série bien connue de commentaires publiés chez Romen & Zonen (Roermond 1971).

## Services aux Indes
Wijngaards enseigna les Écritures Saintes au séminaire supérieur d’Hyderabad, aux Indes (1963-1976). À cette époque, il contribua à la fondation du Centre de communication Amruthavani, à l’Institut Jeevan Jyoti pour les religieuses et à l’Jyotirmai, l’organisme central des diocèses Catholique d’Andhra Pradesh. Il servit au titre de lecteur à mi-temps au Centre National de Catéchèse et de Liturgie à Bangalore et fut pendant bon nombre d’années membre du Conseil de la Conférence des Évêques catholiques des Indes. En même temps, il produisit un grand nombre de livres sur les Écritures Saintes parmi lesquels son Background to the Gospel est bien connu. Il exhorta la hiérarchie indienne d’entamer des recherches pour explorer l’ordination complète des femmes.

## Responsabilités internationales
Après un épisode en tant que vicaire général des Missionnaires de Mill Hill à Londres (1976-1982), il devint Directeur de Housetop , un centre international pour la formation à la foi des adultes (1982-1998). Pendant ce temps (1983-1998) il fut également professeur d’Écriture Sainte à l’Institut Missionnaire de Londres affilié à l’université Catholique de Louvain et à l’université de Middlesex. À cette époque, il lança les séries Walking on Water, des cours vidéo pour la formation à la foi des adultes qui furent produits par 15 pays dans tous les continents. Il écrivit les scripts de neuf films d’une demi-heure. Il produisit aussi un film de 2 heures et demi Journey to the Center of Love dont il fut à la fois le scénariste et le producteur (voyez les prix obtenus ci-dessous).

## Ministère des femmes
En 1977 Wijngaards écrivit Did Christ Rule Out Women Priests? en réponse à Inter Insigniores (1976), la déclaration par la Congrégation de la Doctrine de la Foi dans laquelle les raisons du Vatican d’exclure les femmes sont exposées clairement.  Au cours des décennies qui suivirent, Rome raidit encore son opposition aux femmes qui culmina dans Ordinatio Sacerdotalis (1995) et dans les documents qui suivirent par lesquels la liberté de discussion des théologiens fut encore plus restreinte. En guise de protestation, Wijngaards démissionna de son ministère sacerdotal le 17 septembre 1998. Sa requête officielle pour la réduction à l’état laïc fut reconnue par Rome le 21 février 2000. Le 27 mai, il épousa Jacqueline Clackson en une simple cérémonie religieuse. Wijngaards a continué à publier ses raisons en faveur de la défense de l’ordination des femmes à la prêtrise dans l’Église Catholique par une série de livres, particulièrement L’Ordination des Femmes au sein de l’Église Catholique et No Women in Holy Orders ? En 1999, il fonda un site internet qui devint la plus grande bibliothèque en ligne sur la documentation au sujet de l’ordination des femmes. Les catholiques traditionnels stigmatisent John Wijngaards comme étant un 'dissident public et un hérétique'. Wijngaards maintient que s’exprimer n’a pas de conséquences pour miner l’autorité papale. Il s’oppose fermement à l’ordination illégale des femmes en dehors des structures établies de l’Église telle qu’on la pratique dans le mouvement dénommé Roman Catholic Women Priests.

## L’Institut Wijngaards pour la Recherche Catholique
Depuis 2005, John Wijngaards s’est centré également sur d’autres problèmes de l’Église Catholique qui mériteraient une réforme. Il a créé un site internet pour éclairer les questions de sexualité. Il a rédigé la Déclaration sur l’Autorité au sein de l’Église qui obtint un support international. Son centre fut rénové et devint L’institut Wijngaards pour la recherche sur le Catholicisme  - Wijngaards Institute for Catholic Research Le but principal de ce dernier est de publier une évaluation catholique de haut niveau comme un 'think tank théologien moderne'. L’Institut soumit au Pape un appel documenté pour lui demander de restaurer l’ancien diaconat ordonné des femmes. En 2016, il fut à l’origine de la déclaration des intellectuels Catholiques sur l‘éthique de l’utilisation des moyens contraceptifs, qui fut lancé avec les Nations unies.

## Prix
- Grand Prix pour le script de Voyage au Centre de l’Amour, Dixième Festival International du Film Catholique, Varsovie 1995[24].
- Médaille de Bronze pour le même film à Houston en 1997.
- Le Chris Award (prix principal) au Festival National du Film à Columbus, États-Unis, en 1997.
- Le prix Marga Klompé aux Pays-Bas en 2005[25].